# Trichomycterus roigi
Trichomycterus roigi är en fiskart som beskrevs av Arratia och Menu-marque, 1984. Trichomycterus roigi ingår i släktet Trichomycterus och familjen Trichomycteridae. Inga underarter finns listade i Catalogue of Life.